# Saal an der Donau
Saal là một đô thị thuộc huyện Kelheim, bang Bayern, Đức. Saal toạ lạc dọc theo hai bờ sông Danube, khoảng 25 km về phía tây nam Regensburg.
Các khu vực dân cư: 
- Buchhofen
- Reißing
- Mitterfecking
- Peterfecking
- Oberfecking
- Einmuß
- Seilbach
- Oberschambach
- Unterschambach
- Oberteuerting
- Unterteuerting
- Kleinberghofen
- Gstreifet
- Kleingiersdorf